# Daniel Romero (cineasta)
Daniel Romero (23/12/83), residente en Madrid, es un guionista y cineasta español. 
Licenciado en Comunicación Audiovisual por la Universidad Carlos III de Madrid, ha sido formado en diferentes cursos y talleres por directores de la talla de Enrique Urbizu o Pablo Berger. 
En 2010 dirige el cortometraje de género fantástico Juan con miedo, que es seleccionado en más de un centenar de festivales internacionales y preseleccionado para los Premios Goya. En los años 2013 y 2016 estrena No mires ahí y Cambio, dos historias de terror en formato corto cuyo exitoso recorrido por certámenes de toda índole le lleva a competir, entre otros, en varios de los festivales de cine fantástico europeos que otorgan el premio Méliès D’Argent. En 2020 rueda en colaboración con Rubin Stein su último cortometraje, Ella y la Oscuridad, seleccionado en festivales como Screamfest, Fantasia y Rhode Island. 
En los últimos años dirige para Atresmedia varios episodios en las series #Luimelia, Los Protegidos A.D.N. y La caja de arena. Recientemente ha escrito y dirigido junto a Polo Menárguez la última temporada de La Esfera, una ficción sonora de ciencia ficción producida por Podium Podcast y ganadora de dos Premios Ondas.

## Filmografía
- La caja de arena (2023); Dirección. (Serie)
- La Esfera (2023); Dirección y guion. (Serie podcast)
- Los Protegidos A.D.N. (2023); Dirección. (Serie)
- Historias de protegidos (2022); Dirección. (Serie)
- #Luimelia (2021); Dirección. (Serie)
- Ella y la oscuridad (2021); Dirección, guion y producción. (Cortometraje)
- Cambio (2016); Dirección, guion y producción. (Cortometraje)
- No mires ahí (2013); Dirección, guion y producción. (Cortometraje)
- Juan con miedo (2010); Dirección y guion. (Cortometraje)